# Brillamento
Il brillamento solare o anche eruzione solare o stellare in astronomia è una violenta eruzione di materia che esplode dalla fotosfera di una stella, sprigionando una energia equivalente a varie decine di milioni di bombe atomiche. È causato da un improvviso rilascio di energia in occasione di un fenomeno di riconnessione delle linee del campo magnetico. Data la sua grande potenza ed intensità, può causare dei disturbi alle telecomunicazioni sulla terra.

## Descrizione
I brillamenti delle stelle creano delle spettacolari protuberanze solari ed emettono fasci di vento solare energetico; in particolare la radiazione emessa da questi fenomeni nel Sole può rappresentare un pericolo per le navi spaziali al di fuori della magnetosfera terrestre, e interferisce con le comunicazioni radio sulla Terra. I brillamenti sono spesso associati alle macchie solari e sono probabilmente causati dal rilascio di energia in occasione del fenomeno di riconnessione delle linee di campo magnetico.
Questi fenomeni furono osservati per la prima volta nel 1859 dall'astronomo britannico Richard Christopher Carrington, e recentemente sono anche stati osservati su varie altre stelle. La frequenza dei brillamenti varia: da molti al giorno quando il Sole è particolarmente "attivo", a circa uno alla settimana quando invece è "quieto". Essi impiegano molte ore o anche giorni per "caricarsi", ma l'eruzione solare vera e propria impiega pochi minuti per rilasciare la sua energia. Le onde d'urto risultanti viaggiano lateralmente attraverso la fotosfera e verso l'alto attraverso la cromosfera e la corona, a velocità dell'ordine di 5 000 000 chilometri all'ora (ovvero 1 389 km/s, contro i circa 300 000 km/s della velocità della luce).

## Classificazione
I brillamenti solari sono classificati in cinque classi di potenza a seconda della loro luminosità nei raggi X, misurata a Terra in W/m2 e nella banda tra 0,1 e 0,8 nm. In ordine crescente di potenza sono A, B, C, M e X. Ogni classe è dieci volte più potente di quella precedente, con la più potente X pari a un flusso di 10−4 W/m2, ed è ulteriormente suddivisa linearmente in 9 classi, numerate da 1 a 9.
Per esempio un brillamento M5 è la metà di un brillamento M10, cioè X1, a sua volta la metà di un brillamento X2. Un brillamento X2 è pertanto 4 volte più potente di un M5 e 10 volte più potente di un evento M2. Oltre la classe X9, la più alta, la numerazione prosegue linearmente. Brillamenti di tale entità sono rari, come quelli del 16 agosto 1999 e del 2 aprile 2001, di potenza X20, cioè due volte più potenti di un X10, il fondoscala della classe X. Il record del più potente flare mai registrato è detenuto dall'evento del 4 novembre 2003, inizialmente stimato in X28 e successivamente corretto in X45..
L'attività solare di routine si trova compresa tra le classi A e C, mentre la classe M è raggiunta solo in prossimità e durante il massimo del ciclo undecennale del Sole. I brillamenti X si concentrano quasi esclusivamente nei periodi di picco dell'attività e sono quindi relativamente rari, poche decine per ogni ciclo solare. Brillamenti come quello del 4 novembre 2003 sono ancora più rari, e avvengono solo poche volte per secolo, come l'evento di Carrington. La regione di macchie solari 486 che produsse il brillamento del 2003 era la più turbolenta mai osservata.

## Influenza al di fuori del Sole
Le particelle energetiche emesse da questi fenomeni solari sono le prime responsabili dell'aurora boreale e di quella australe.

## La missione Hinode
La navetta Hinode chiamata originariamente Solar B, è stata inviata nel settembre 2006 dalla Agenzia Spaziale Giapponese con lo scopo di osservare e studiare in maniera più dettagliata le eruzioni del sole. La missione si è concentrata soprattutto sulla osservazione dei potenti campi magnetici solari, individuati secondo la teoria più accreditata come la fonte del fenomeno.